# WorldWise
WordWise - запатентованная система интеллектуального ввода текста для клавиатур на мобильных устройствах, разработанная Eatoni Ergonomics.
Пользователям может потребоваться переключиться в режим LetterWise, если не удается получить нужное слово, поэтому, хотя оно основано на словах, оно по-прежнему позволяет легко вводить редкие имена, URL-адреса и т.д.
Было высказано предположение, что WordWise менее чувствителен к ошибкам нажатия клавиш, чем конкурирующая технология прогнозирования текста T9.